# Transmissão vertical
Transmissão vertical é a transmissão de uma infecção ou doença a partir da mãe para o seu feto no útero ou recém-nascido durante o parto. As principais vias de contágio são a gestação, o parto e a amamentação. Esse risco pode ser diminuído com medicações e medidas na dose certa.